# Пітер Гірш (металург)
Пітер Гірш (англ. і нім. Peter Bernhard Hirsch; нар. 16 січня 1925, Берлін, Вільна держава Пруссія) — британський фізик і металург, основоположник методу трансмісійної електронної мікроскопії, член Лондонського королівського товариства (1963).

## Життєпис
Гірш народився у сім'ї Ісмара та Регіни Гіршів і мешкав у Німеччині до 1939 року. Він став одним із сотень єврейських дітей, що покинули Німеччину за допомогою різноманітних місій «Кіндертранспорту», які врятували багатьох таких дітей від небезпек, що насувалися із Другою світовою війною та Голокостом.
Освіту Пітер Гірш здобував в Слоанській гімназії у Челсі та Коледжі Святої Катерини в Кембриджі. У 1946 році він приєднався до відділу кристалографії Кавендіської лабораторії щоб працювати над докторською дисертацією, присвяченою проблемам зміцнення металів, під керівництвом В. Г. Тейлора та Лоренса Брегга. У Кавендіській лабораторії Гірш проводив дослідження зв'язку між мікроструктурою та механічними властивостями металів і сплавів. Згодом він опублікував роботу про структуру вугілля, яка досі цитується.
У середині 1950-х років він був піонером у застосуванні трансмісійної електронної мікроскопії (ТЕМ) до металів і детально розробив теорію, необхідну для інтерпретації таких зображень. Розробив метод дифракційного контрасту, що служить для спостереження дефектів крісталічної будови речовин і знайшов застосування у фізиці, хімії, мінералогії, матеріалознавстві, біології. У 1956 році разом із своїми співробітниками вперше спостерігав дислокації в кристалах та їх рух за допомогою електронного мікроскопа, чим заклав кількісні основи теорії дислокацій, що стала фізичною основою теорії міцності і пластичності.
У 1959 році Гірш одружився з Мейбл Енн Келлар (уроджена Стівенс), вдовою Джеймса Ноеля Келлара.
Того ж року його призначили лектором фізики в Кембриджі. З 1960 по 1966 рік він був членом коледжу Христа в Кембриджі, а у 1978 році був обраний почесним членом цього коледжу.
У 1965 році разом з А. Гауї, М. Віланом, П. Б. Пешлі та А. Ніколсоном він опублікував працю «Electron microscopy of thin crystals» («Електронна мікроскопія тонких кристалів»).
У 1966 році він перебрався до Оксфорду, щоб очолити кафедру металургії Ісаака Вольфсона, змінивши на цій посаді Вільяма Юма-Ротері. В Оксфорді він зосередив свою увагу на вивченні механічних властивостей дисперсійно зміцнених сплавів, механізму ковзання дисоційованих дислокацій, природі дефектів у напівпровідниках і, згодом, вивчав вплив легування на механічні властивості напівпровідників і кераміки, а також механізми деформаційного зміцнення структурно впорядкованих сплавів. Він обіймав посаду завідувача кафедри до свого виходу на пенсію в 1992 році, розбудувавши кафедру металургії (нині кафедра матеріалів) у всесвітньо відомий дослідницький центр.
У 1982 році Пітер Гірш був призначений головою Управління з атомної енергії Сполученого Королівства. Його робота в галузі металургії привела до можливості проведення оцінки цілісності ядерних реакторів з водою під тиском і до унікального розуміння ушкодження металевих конструкційних матеріалів, спричиненого опроміненням у ядерних реакторах.
З 1992 року Пітер Гірш — почесний професор Оксфордського університету. Серед багатьох інших нагород він був відзначений медаллю Г'юза (1971), Королівською медаллю (1977) та премією Вольфа з фізики (1983). Його було обрано до Королівського товариства у 1963 році і посвячено у лицарі в 1975 році.
У 2001 був обраний іноземним членом Національної інженерної академії США.